# Rochefort-sur-Loire
Rochefort-sur-Loire is een gemeente in het Franse departement Maine-et-Loire (regio Pays de la Loire). De plaats maakt deel uit van het arrondissement Angers. Rochefort-sur-Loire telde op 1 januari 2022 2.332 inwoners.

## Geografie
De oppervlakte van Rochefort-sur-Loire bedroeg op 1 januari 2022 27,8 vierkante kilometer; de bevolkingsdichtheid was toen 83,9 inwoners per km².

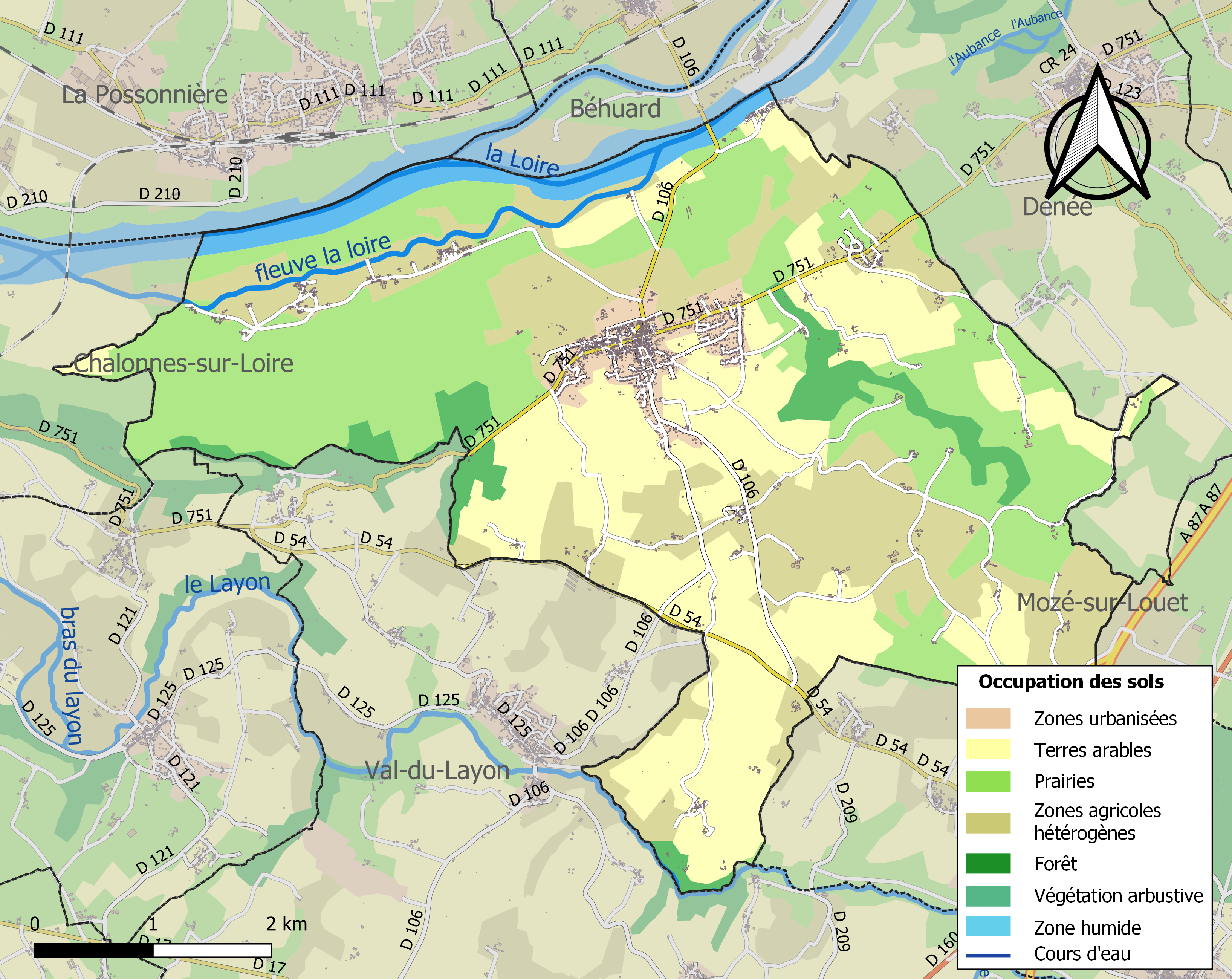
Kaart van de gemeente met de belangrijkste infrastructuur, bodemgebruik en omliggende gemeenten

## Demografie
Onderstaande figuur toont het verloop van het inwonertal (bron: INSEE-tellingen).